# 니나 프롤
폴라 비어(Nina Proll, 1974년 1월 12일 ~ )는 오스트리아의 배우이다.

## 출연 작품
- 청춘일기 (2016)
- 에곤 쉴레: 욕망이 그린 그림 (2016)
- 러블리 루이즈 (2013)
- 탈레아 (2013)
- Braunschlag  (2012)
- 부덴브루크가의 사람들 (2008)
- 귀 없는 토끼 (2007)
- 몰락 (2006)
- 항체 (2005)
- 이카루스 (2002)
- 비엔나의 북부 지역 (1999)